# سیارک ۳۲۷۹۶
سیارک ۳۲۷۹۶ (به انگلیسی: 32796 Ehrenfest، نامگذاری:1990ET2) سی و دو هزار و هفتصد و نود و ششمین سیارک کشف شده‌است که در ۲ مارس ۱۹۹۰ کشف شد.